# Hyles nicaea nicaea
Hyles nicaea nicaea é uma subespécie de insetos lepidópteros, mais especificamente de traças, pertencente à família Sphingidae.
A autoridade científica da subespécie é de Prunner, tendo sido descrita no ano de 1798.
Trata-se de uma subespécie presente no território português.